# ديو كاراري
ديو كاراري (بالإيطالية: Due Carrare)‏ هي بلدية في مقاطعة باذوة، في فنيتة بشمال شرق إيطاليا، وتقع على بعد 40 كيلومترًا (25 ميلًا) جنوب غرب مدينة البندقية و15 كيلومترًا (9 ميلًا) جنوب باذوة.